# Obs de Biguli
Obs de Biguli (fl. 1220) va ser un possible trobador originari de la Llombardia. No ens ha arribat cap obra poètica d'ell i sabem de la seva existència perquè l'esmenta Guillem Raimon en un poema:
N'Obs de Biguli se plaing
Tant es iratz e dolenz,
A Deu e pois a las genz
Del rei car chantar vol dir...
Aquest poema va ser escrit probablement a Venècia, a la cort de la família Da Romano, amb motiu de l'arribada de l'emperador Frederic II (el rei que apareix a la composició) el 1220. Tot i que el poema no identifica explícitament Obs com un trobador, alguns estudiosos d'aquest gènere han sospitat que ho fos.
Si bé el nom és probablement una traducció occitana de l'italià Obizzo, el seu cognom pot ser o bé una occitanització de Bigolini, una família de Treviso que es va traslladar a Pàdua, o de Bigoli, una família de Piacenza. Malauradament, no es coneix cap Obizzo del segle xiii pertanyent a aquestes dues famílies.